# La Clerecía

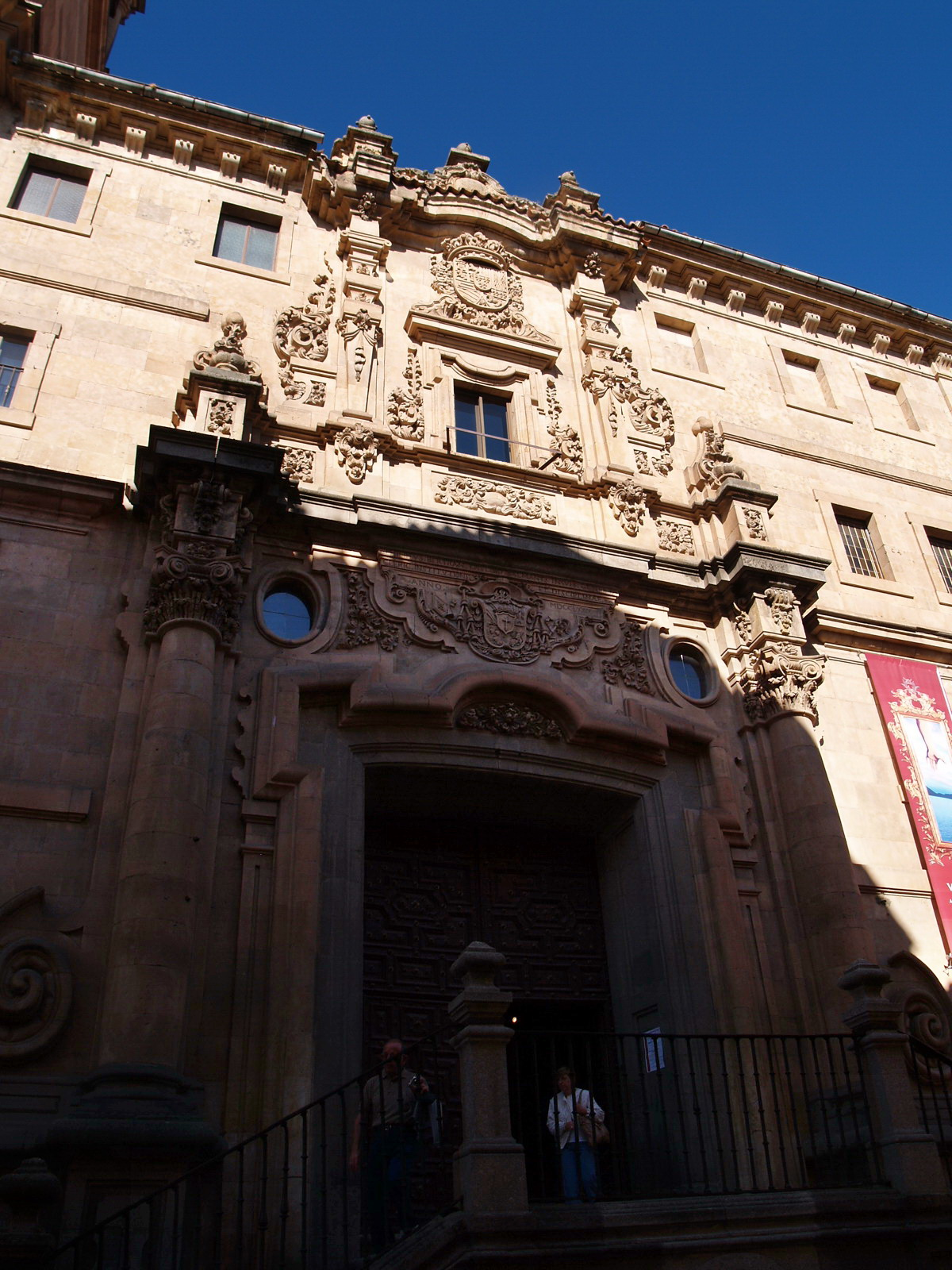
Università Pontificia di Salamanca

La Clerecía è il nome della chiesa dell'antico Collegio Reale della Compagnia di Gesù costruito a Salamanca tra il XVII e il XVIII secolo. 
È un edificio in stile barocco, la cui costruzione iniziò nel 1617 sotto la direzione di Juan Gómez de Mora per volontà della regina Margherita d'Austria, moglie di Filippo III, come atto di riparazione verso l'Ordine per la prigionia sofferta dal suo fondatore, Ignazio di Loyola, da parte dell'Inquisizione.
L'edificio fu completato nel 1754 e prese il nome attuale dopo l'espulsione dei Gesuiti dalla Spagna, decisa da Carlo III, quando passò sotto la dipendenza della Real Clerecía de San Marcos.
L'interno è a croce latina e presenta tre navate con cappelle laterali e un transetto al di sopra del quale si erge una cupola alta più di 50 metri. Dietro l'altare maggiore si trova una pala realizzata nel 1675 che raffigura il tema della Pentecoste.
Attualmente è sede dell'Università Pontificia di Salamanca,  fondata nel 1940, e ospita anche diverse confraternite penitenziali che partecipano alla Settimana Santa di Salamanca.